# 제3차 영국-아프가니스탄 전쟁
제3차 영국-아프가니스탄 전쟁 (파슈토어: د افغان-انګرېز درېمه جګړه)은 1919년 5월 6일에 시작하여 1919년 8월 8일 아프가니스탄의 승리로 종료되어 휴전되었고 아프가니스탄의 완전한 독립을 얻어내었다. 영국인 작가 마이클 바톱에 따르면, 아프가니스탄의 승리는 듀랜드 라인이 아프가니스탄과 영국령 인도 사이의 정치적인 경계선으로 재인정받고 아프간 세력이 영국 진영에 문제를 조성하지 않을 것이라는 동의를 받아낸 영국의 전략적인 승리였다고 한다. 아프가니스탄은 완전한 독립 국가로서 그들만의 외교 관계를 맺을 권리를 다시 얻어냈다.